# Guldbagge 1991
La 26ª edizione del Premio Guldbagge si è svolta a Stoccolma il 11 febbraio 1991.

## Vincitori
Miglior film
- God afton, Herr Wallenberg, regia di Kjell Grede

Miglior regista
- Kjell Grede - God afton, Herr Wallenberg

Miglior attrice
- Malin Ek - Skyddsängeln

Miglior attore
- Börje Ahlstedt - Kaninmannen

Migliore sceneggiatura
- Kjell Grede - God afton, Herr Wallenberg

Migliore fotografia
- Esa Vuorinen - God afton, Herr Wallenberg

Miglior film straniero
- Il tempo dei gitani (Dom za vešanje), regia di Emir Kusturica

Premio per il contributo creativo
- Meyerateljéerna, Marie-Louise Ekman e Mattias Nohrborg